# Koskóc
Koskóc (szlovákul: Koškovce) község Szlovákiában, az Eperjesi kerület Homonnai járásában.

## Fekvése
Homonnától 15 km-re északra, a Laborc jobb partján fekszik.

## Története
1543-ban említik először. A középkor óta a homonnai uradalom része volt, később a Csáky és Andrássy családoké. 1787-ben az első népszámláláskor 46 házában 320 lakos élt. Lakói hagyományosan mezőgazdaságból, erdei munkákból, kötélverésből, takácsmesterségből és szerszámkészítésből éltek.
A 18. század végén Vályi András így ír róla: „KOSKÓCZ. Koskovce. Tót falu Zemplén Várm. földes Ura G. Csáky Uraság, lakosai katolikusok, fekszik Hankóczhoz 1/4, Izbugya Hoszszúmezőhöz pedig 1/2 órányira, hegyes határja 3 nyomásbéli, leg inkább gabonát, zabot, középszerűen pedig búzát, árpát, és néha kukoritzát is terem, erdője van, piatza Homonnán, fuvarozással is keresnek pénzt.”
Fényes Elek 1851-ben kiadott geográfiai szótárában így ír a faluról: „Koskócz, Zemplén vmegyében, tót falu, Lyubisse fil. 425 római, 40 g. kath., 12 zsidó lak., 547 h. szántófölddel. F. u. gr. Csáky. Ut. post. N.-Mihály.”
Borovszky Samu monográfiasorozatának Zemplén vármegyét tárgyaló része szerint: „Koskócz, laborczmenti tót kisközség 66 házzal és 423, nagyobbára róm. kath. vallású lakossal. Van saját postája, távírója és vasúti állomása. Körjegyzőségi székhely. A homonnai uradalom ősi birtoka s az újabb korban a gróf Csákyaké volt. Most a gróf Andrássy Tivadaré. Róm. kath. temploma 1584-ben épült.”
1920 előtt Zemplén vármegye Homonnai járásához tartozott.

## Népessége
| Év:            | 1994. | 2004.   | 2014.   | 2024.    |
| -------------- | ----- | ------- | ------- | -------- |
| Emberek száma: | 603   | 622     | 609     | 528      |
| Eltérés:       |       | +3,15 % | -2,09 % | -13,30 % |

| Év:            | 2023. | 2024.   |
| -------------- | ----- | ------- |
| Emberek száma: | 533   | 528     |
| Eltérés:       |       | -0,93 % |

1910-ben 477-en, többségében szlovákok lakták, jelentős magyar kisebbséggel.
2001-ben 615 lakosából 611 szlovák volt.
2011-ben 612 lakosából 584 szlovák.

## Híres emberek
- Itt született 1918. március 23-án Adorján Éva színművésznő, filmszínésznő.

## Nevezetességei
- Régi temploma 1584-ben épült, a 18. században barokk stílusban építették át. Mai formáját a 19. század eleji klasszicista stílusban végzett átépítéskor kapta.
- A Szentlélek tiszteletére szentelt római katolikus temploma 1982-ben épült.

## Külső hivatkozások
- Az alapiskola honlapja
- Községinfó
- Koskóc Szlovákia térképén
- E-obce.sk Archiválva 2013. október 2-i dátummal a Wayback Machine-ben